# 纳韦尔·莫雷诺

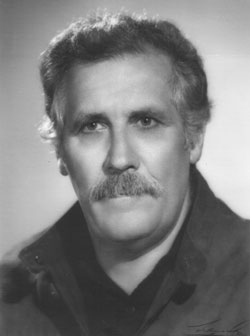
1987年以前的纳韦尔·莫雷诺

纳韦尔·莫雷诺（西班牙語：Nahuel Moreno；1924年4月24日—1987年1月25日），本名乌戈·米格尔·布雷萨诺·卡帕塞特（Hugo Miguel Bressano Capacete），是阿根廷的一个政治活动家。他出生于布宜诺斯艾利斯。从1942年起，他一直活跃于托洛茨基主义运动。

## 生平

### 1950年代—1960年代
1953年至1963年间第四国际发生分裂时，莫雷诺支持美国社会主义工人党领导的第四国际国际委员会。在这段时间里，莫雷诺把大部分时间用来创办《工人之声》周刊、组织工人团体运动作为庇隆主义运动的左翼存在。
1963年第四国际两派统一前，国际书记处拉美局的领袖J·波萨达斯分裂出自己的第四国际波萨达斯主义者。波萨达斯离开后，莫雷诺成为国际拉美局的领袖。1963年统一后，莫雷诺协助创建阿根廷工人革命党。

### 1970年代—1980年代
1970年，国际内部出现关于游击战的争论。莫雷诺领导了工人革命党内部亲社会主义工人党的派系，这一派系最终形成了公开的组织：真正的工人革命党。该组织以争取工会权利和群众性党建为目标。1973年，该组织和亲托洛茨基主义的阿根廷社会党合并为社会主义工人党。因为莫雷诺的缘故，社会主义工人党支持美国社会主义工人党。随着国际内部的派系斗争重新浮现，美国社会主义工人党最终出走建立“列宁托洛茨基主义派”，莫雷诺领导的阿根廷社会主义工人党也是该国际的成员。
列宁托洛茨基主义派瓦解后，阿根廷社会主义工人党协助建立“布尔什维克派”。这一国际于1979年从第四国际中分裂出来，部分原因是反对第四国际支持桑地诺民族解放阵线在尼加拉瓜革命中采用的战术和策略。
此后，莫雷诺和法国托派理论家皮埃尔·朗贝尔共同成立了一个新国际，但这一国际只维持到1981年。莫雷诺和他的支持者随后建立了自己的国际组织，国际工人联盟—第四国际，这一国际的成员主要来自拉丁美洲。1983年，莫雷诺成立阿根廷争取社会主义运动，不久之后又成立了以金属工人联合会和巴西劳工党的最初组织者为基础的巴西社会主义融合运动。为了回应他们所认为的劳工党的不民主进程和亲资本主义倾向，他们离开并组建了巴西统一工人社会党。